# Duhan Aksu
Tuncer Duhan Aksu (Ankara, 11 settembre 1997) è un calciatore turco, difensore dell'İstanbulspor.

## Carriera

### Club
Cresciuto nel settore giovanile del Fenerbahçe, nel 2017 viene acquistato dall'İstanbulspor, con cui totalizza 66 presenze (più due nei play-off) nella seconda divisione turca; il 5 agosto 2022 debutta in Süper Lig, in occasione dell'incontro perso per 0-2 contro il Trabzonspor.

### Nazionale
Ha giocato nelle nazionali giovanili turche Under-16 ed Under-20.

## Statistiche

### Presenze e reti nei club
Statistiche aggiornate al 24 aprile 2023.
| Stagione            | Squadra             | Campionato          | Campionato | Campionato | Coppe nazionali | Coppe nazionali | Coppe nazionali | Coppe continentali | Coppe continentali | Coppe continentali | Altre coppe | Altre coppe | Altre coppe | Totale | Totale |
| Stagione            | Squadra             | Comp                | Pres       | Reti       | Comp            | Pres            | Reti            | Comp               | Pres               | Reti               | Comp        | Pres        | Reti        | Pres   | Reti   |
| ------------------- | ------------------- | ------------------- | ---------- | ---------- | --------------- | --------------- | --------------- | ------------------ | ------------------ | ------------------ | ----------- | ----------- | ----------- | ------ | ------ |
| 2017-2018           | İstanbulspor        | 1L                  | 8          | 0          | CT              | 1               | 0               |                    | -                  | -                  |             | -           | -           | 9      | 0      |
| 2018-2019           | İstanbulspor        | 1L                  | 26         | 0          | CT              | 1               | 0               |                    | -                  | -                  |             | -           | -           | 27     | 0      |
| 2019-2020           | İstanbulspor        | 1L                  | 18         | 0          | CT              | 1               | 0               |                    | -                  | -                  |             | -           | -           | 19     | 0      |
| 2020-2021           | İstanbulspor        | 1L                  | 1          | 0          | CT              | 1               | 0               |                    | -                  | -                  |             | -           | -           | 2      | 0      |
| 2021-2022           | İstanbulspor        | 1L                  | 13+2       | 0          | CT              | 1               | 0               |                    | -                  | -                  |             | -           | -           | 16     | 0      |
| 2022-2023           | İstanbulspor        | SL                  | 25         | 0          | CT              | 2               | 0               |                    | -                  | -                  |             | -           | -           | 27     | 0      |
| Totale İstanbulspor | Totale İstanbulspor | Totale İstanbulspor | 91+2       | 0          |                 | 7               | 0               |                    | -                  | -                  |             | -           | -           | 100    | 0      |
| Totale carriera     | Totale carriera     | Totale carriera     | 93         | 0          |                 | 7               | 0               |                    | -                  | -                  |             | -           | -           | 100    | 0      |